# Oscar Colombo
Oscar Juan Héctor Colombo (San Fernando, 15 de enero de 1923-5 de mayo de 1982) fue un ingeniero y militar argentino, perteneciente al Ejército, que alcanzó el grado de general de brigada. Se desempeñó como Ministro de Obras y Servicios Públicos de la Nación Argentina entre 1970 y 1971, durante los gobiernos de facto de Roberto Marcelo Levingston y Alejandro Agustín Lanusse.

## Biografía

### Carrera militar
Ingresó al Colegio Militar de la Nación el 16 de agosto de 1938 contando con quince años de edad. El 22 de diciembre de 1942 egresó como subteniente del arma de caballería, con orden de mérito 70 sobre un total de 172 cadetes egresados, de la promoción 69° de la mencionada academia de formación de oficiales militares.
Asistió a la Escuela Superior Técnica, graduándose en 1953 como ingeniero militar.
Se desempeñó en los regimientos 1, 3 y 9 de la caballería del Ejército Argentino. Fue agregado militar en Paraguay en 1953, siendo condecorado por el gobierno de dicho país en 1959.
Fue ascendido a coronel en 1961, y se desempeñó como administrador de la Sastrería Militar Central. Fue jefe del Batallón de Arsenales 121, estando en el puesto cuando ocurrió una explosión en el polvorín de San Lorenzo (provincia de Santa Fe). Luego fue subdirector y director del Instituto Geográfico Militar entre 1968 y 1970.
Culminó su carrera militar con el grado de general de brigada.

### Ministro de Obras Públicas
En octubre de 1970, fue designado Ministro de Obras y Servicios Públicos de la Nación por el presidente de facto Roberto Marcelo Levingston.
En junio de 1971 se produjo una diferencia entre Colombo, el secretario de Energía Jorge Haiek, y el titular de Yacimientos Petrolíferos Fiscales Manuel Reimundes, que llevó al desplazamiento de los tres en sus cargos. Arturo Jauretche reaccionó al hecho, escribiendo una columna en el diario La Opinión cuestionando a Colombo, quien ofendido llevó dos padrinos para retarlo a duelo. Jauretche aceptó y el combate se produjo con pistolas sin dejar heridos.